# ゲイリー・ムーア
ゲイリー・ムーア（Gary Moore、1952年4月4日 - 2011年2月6日）は、北アイルランド出身のロック・ギタリスト、歌手、作曲家。
1974年のシン・リジィ参加で有名になり、以降1980年代はハードロック、フュージョン等を中心に、1990年代以降はブルースロックを軸に活躍。

## 略歴

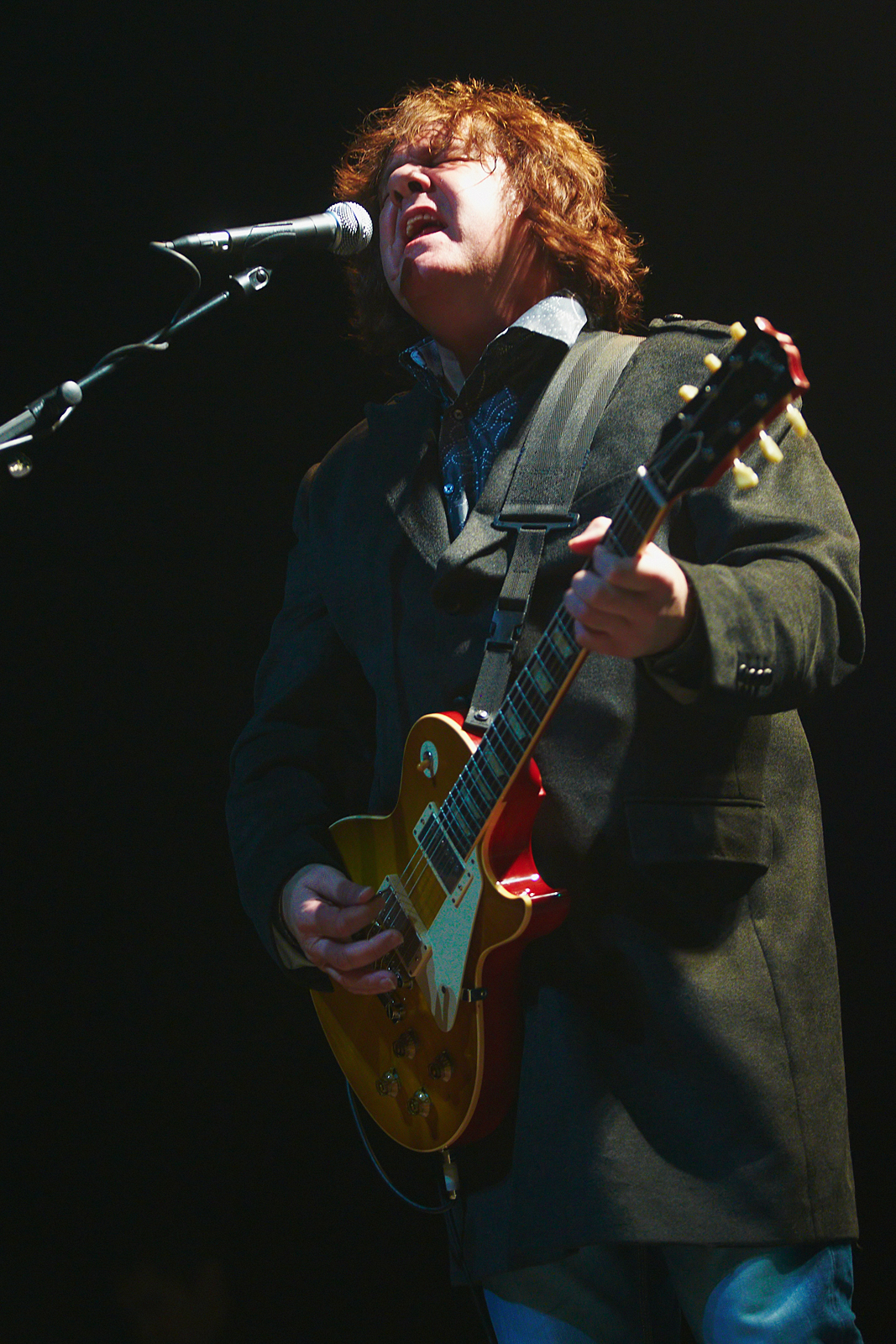
晩年のゲイリー (2010年11月)

ベルファストに生まれる。父親は地元で有名なプロモーターでクラブの経営などに携わっていた。
小学生の頃ピアノを習い始めるが教師と合わず挫折。10歳の頃にギターを始める。当初はシャドウズのコピーに明け暮れるが、やがてジェフ・ベック、エリック・クラプトン、さらにジミ・ヘンドリックスなどの影響を受け始める。特にピーター・グリーンからは強い衝撃を受け、プロギタリストになる決意を固める。

### スキッド・ロウ時代
1966年、The Beat Boysなるグループで、父親の経営するクラブにレギュラー出演する。当時14歳。
1968年、交通事故で演奏ができなくなったギタリストの代役として、ベルファストのアマチュア・グループ ザ・メソッドに加入。ダブリンをツアー中に、ビートニク・シンガー、ブラッシュ・シールズに誘われスキッド・ロウ（1980～90年代に人気を博した米国のSKID ROWとは同名異バンド）に加入。当時のメンバーはブレンダン "ブラッシュ" シールズ（ベース、ボーカル）、ノエル・ブリッジマン（ドラム）、フィル・ライノット（ボーカル）、ムーア。
1969年、スキッド・ロウはアイルランドのソング・レーベルから、フィル・ライノットをボーカルに据えたシングル「New Places, Old Faces / Misdemeanour Dream Felicity」でメジャー・デビュー。ムーアが作曲した「Misdemeanour Dream Felicity」が彼のキャリアにおいて最初のシングルとなる。フィル・ライノットを解雇後、フリートウッド・マックの前座を務めた際にピーター・グリーンに気に入られ、フリートウッド・マックを手掛けていたマネージャーのクリフ・ディヴィスにCBSとの契約を勧められる（1983年に誤って発売されてしまったファースト・アルバムのお蔵入りバージョン『Dublin Gas Comy.Cooker & Meter Factory』は、この頃の録音である）。
1970年、「キング・クリムゾンへのアイルランドからの回答」として売り出されたスキッド・ロウは、ファースト・アルバム『スキッド』（前述のお蔵入り版から数曲を差し替えて録音し直したもの）をリリースする。アメリカ・ツアーを2回敢行し、2度目のアメリカ・ツアーではフィルモアに出演したり、グレイトフル・デッドのオープニング・アクトを務めたり、オールマン・ブラザーズ・バンドのツアーのサポートも行った。
1971年夏、34時間でレコーディングされたことに由来するセカンド・アルバム『34時間』をリリース。ヨーロッパ・ツアーを行い、3作目のアルバム（長らくお蔵入りになっていたが1990年に突如発売された）を録音後の同年秋にスキッド・ロウを脱退。
1972年、ロンドンでザ・ゲイリー・ムーア・バンド (The Gary Moore Band) を結成、1973年5月、初のリーダー・アルバム『グラインディング・ストーン』をCBSからリリースするもセールスには恵まれずグループは自然消滅した。

### シン・リジィ参加
1974年1月～4月、スキッド・ロウ時代の旧友であるフィル・ライノットに乞われて、脱退したギタリスト エリック・ベルの代役としてシン・リジィで活動を行う。3月、デッカ・レーベルでの最終レコーディングとなるシングル「Little Darlin / Sitamoia」にも参加する。
在籍中のライブでは、次作の『ナイト・ライフ』に収録される「Still in Love With You」「Showdown」「It's Only Money」を既に演奏しており、アルバム用のデモ・レコーディングも残した。なお、新たに契約したヴァーティゴ・レーベルからリリースされたアルバム『ナイト・ライフ』では「Still in Love With You」の1曲のみに「ゲスト・ギタリスト」としてクレッジットされている。
同年5月、コロシアムのドラマー ジョン・ハイズマンとともに新たなバンドを結成すべく人選を開始。紆余曲折の末、ドン・エイリー、ニール・マーレイらとともにジャズ・ロック・バンド コロシアムIIを結成し、1975～78年の活動期間中に3枚のアルバムを残す。
1977年1月～3月、負傷したブライアン・ロバートソンの代役として再びシン・リジィに参加。クイーンのアメリカ・ツアーにオープニング・アクトとして同行する。
1978年8月、コロシアムIIを脱退してシン・リジィに正式加入し、同時にソロとしてMCAと契約。9月、初のソロ名義によるアルバム『バック・オン・ザ・ストリーツ』をリリース。全英アルバムチャートで70位を記録する。自作のインストゥルメンタル曲の他、ライノットとの共作曲も収録。なかでもピーター・グリーンから譲り受けたギブソン・レスポール・スタンダード (1959年製)による演奏が印象的な「パリの散歩道 (Parisienne Walkways)」はUKシングル・チャート8位を記録する。12月、シン・リジィによるアルバム『ブラック・ローズ』のレコーディングを開始する。
1979年2月、アルバム『ブラック・ローズ』をリリース。7月4日、アメリカ・ツアー中にマネージメントに嫌気がさしてグループを離脱。ロサンゼルスにて元ディープ・パープルのグレン・ヒューズと、シン・リジィのドラム代役を務めたことがあるマーク・ナウシーフとで活動を開始する。

### 日本でのブレイクまで
同年9月、MCAでの最後のソロ・シングル「Spanish Guitar」をリリース。
ヒューズらとのグループは頓挫したものの、元CBSのディレクター ドン・アーデンが1974年に設立したジェット・レコードと契約。「スーパー・ギタリストの新グループ」の謳い文句のもと、複雑なリズムを多用したバンド G-Forceを結成。メンバーはマーク・ナウシーフ、トニー・ニュートン（ベース、元ニュー・トニー・ウィリアムス・ライフタイム）、ウィリー・ディー（ボーカル、元キャプテン・ビヨンド）。
1980年5月、イギリスでアルバム『G-FORCE』をリリース。同年6月、ホワイトスネイクのサポート・アクトとしてイギリス・ツアーを行うが、グループ活動はうまく行かずに停止。アルバムはアメリカン・パワー・ポップ風なサウンドを狙ったが、アメリカでの配給先を決定する前にG-Forceは解散してしまう。予定していた8月のレディング・フェスティバルの出演をキャンセルした。
同年11月、ジェット・レコードはマーキー・クラブで新バンドのライブ・レコーディングを企画する。メンバーはドン・エイリー、アンディ・パイル（ベース、元サヴォイ・ブラウン、キンクス）、ケニー・ドリスコール（ボーカル、元ローン・スター）、そしてアメリカから招いたトミー・アルドリッジであった。しかし、この音源はリリースされずにお蔵入りとなる（数年後に『ライヴ・アット・ザ・マーキー』として発表される）。
1981年、スタジオ・アルバムの制作をドン・エイリー、ジミー・ベイン、トミー・アルドリッジ、チャーリー・ハーン（ボーカル、元テッド・ニュージェント・バンド）とで行なったが、同時期に日本からのオファーによるコージー・パウエルのソロ・アルバム制作を手伝ったことが原因で、ジェット・レコードとの間で契約違反となり、ムーアのソロ・キャリアはしばらくの間、問題への対処のために活動を制限されることを余儀なくされた。この作品もお蔵入りとなる（数年後に『ダーティ・フィンガーズ』として発表される）。
ジェット・レコードとの契約問題解決のためにソロ活動を封じ、同じマネージメントに所属をしていたグレッグ・レイクのソロ・アルバム『グレッグ・レイク&ゲイリー・ムーア』（邦題はなぜか連名）に参加する。このELP解散後のレイクの復活作品にてムーアはバンド・マスターを任され、トミー・アイアー（キーボード、 元センセーショナル・アレックス・ハーヴェイ・バンド）がサポートした。他にテッド・マッケンナ（ドラム、 元センセーショナル・アレックス・ハーヴェイ・バンド）、レイクが推薦したトリストラム・マーゲッツ（ベース、元スポンティニュアス・コンバスション）が参加。ムーアを含むレコーディング・メンバーはプロモーション・ツアーにも同行。さらにムーアは自作曲「ニュークリア・アタック」を提供もしていた。
その裏で、かねてからハード・ロックのビジネス・マーケットに興味を持っていたリチャード・ブランソンのヴァージン・レコードが裁判費用を提供してアーデンとの契約解除に成功。1982年、これによりヴァージン・レコードと新たに契約し、イアン・ペイスを加えたバック・バンドを売りにしてレディング・フェスティバルにソロ・アーティストとして登場した。同年3月から録音にとりかかった作品は、9月にアルバム『コリドーズ・オブ・パワー』としてリリースされ、全英アルバムチャート30位を記録した。同作は11月に日本でも発売され、オリコンLPチャートで29位となっている。
1983年1月に初の日本公演。本来シン・リジィの一員として1979年に初来日する予定であったが公演直前に脱退して実現せず、日本のファンにとっては待望の来日であった。チケットは即日完売し、追加公演も組まれた。メンバーはイアン・ペイス、ニール・マーレイ、ドン・エイリー、ジョン・スローマン（ボーカル、元ローン・スター、ユーライア・ヒープ）だった。プロモーションとしてテレビ朝日の人気音楽番組『ベストヒットUSA』に出演。シンコー・ミュージックから『100% Gary Moore』なる特集／スコア本も発刊された。
同年、日本公演を収めたライブ・アルバム『ロッキン・エヴリ・ナイト (ライヴ・イン・ジャパン)』が日本のみで発売された（配給は東芝EMI、数年後にヨーロッパでもリリースされた）。同アルバムはオリコンLPチャートで15位を記録している。なお日本での高い人気に便乗して、ジェット・レコード時代のお蔵入り未発表作品の販売権を得たソニー・レコードが『ダーティ・フィンガーズ』、『ライヴ・アット・ザ・マーキー』として相次いでリリースしたため、1984年のワールド・ツアーを収録したライブ・アルバム『We Want MOORE!』の日本発売は見送られた。

### ギター・ヒーロー期

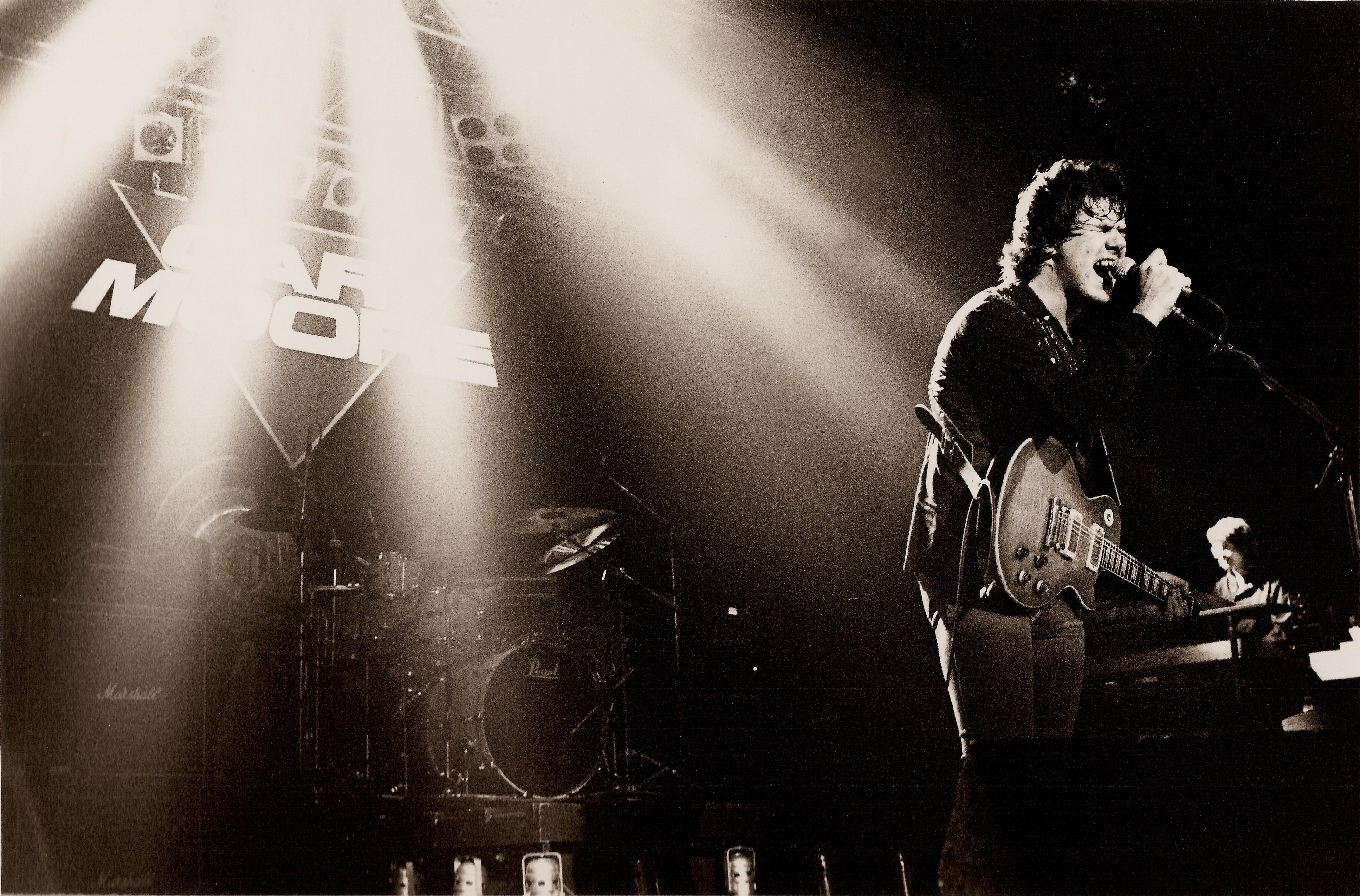
イングランド・マンチェスター公演 (1985年)

1984年初頭、ニール・カーター（キーボード、元ワイルド・ホーシズ、UFO）との共同作業で制作されたアルバム『ヴィクティムズ・オブ・ザ・フューチャー』をリリース。2月に初の日本武道館での公演を含む2度目の日本公演をおこなった。メンバーはカーターにペイス、クレイグ・グルーバー（ベース、元エルフ、レインボー)。同年、ペイスはディープ・パープル再結成のためバンドを去り、7月のアメリカ・ツアーはセッション・ドラマーを起用して続行された。グルーバーはモンスターズ・オブ・ロック出演後に解雇され、1984年の冬からはボブ・デイズリーがベーシストとして参加しているが、ドラマーにはその都度異なるミュージシャンが起用された。
これを境に様々なドラマー、エレクトリック・ドラムスやプログラミング・ドラムを導入する傾向となる。そして同年、ケルト風ポップ・ソングでヒット曲を持っていたニック・カーショウを手がけたプロデューサー ピーター・コリンズをリミックスに起用したシングル「Empty Room」がイギリスで最高位51位を記録する。
12月、北アイルランド・ベルファストのアルスター・ホールにて凱旋コンサート。アンコールでのフィル・ライノットとの共演がハイライトとなった。この演奏の模様はドキュメント・フイルム『エメラルド・アイルス』(VHS)に収められてリリースされた。
1985年、ライノットとの共演シングル「アウト・イン・ザ・フィールズ (Out in the Fields)」をリリース。2人の共演は話題を呼び、イギリス国内で最高5位を記録するヒットとなった。9月にはアルバム『ラン・フォー・カヴァー』をリリース。同月からの数公演でライノットがスペシャル・ゲストとして参加。メンバーはニール・カーター、ボブ・ディズリーにゲイリー・ファーガソン (ドラム、著名シンガーのバックバンドを歴任)。10月に3度目の来日公演を行っている。
1987年には故郷のアイルランドを主題としたアルバム『ワイルド・フロンティア』をリリースし、ノルウェーのアルバム・チャートで1位を記録する。このアルバムは、前年に亡くなった盟友フィル・ライノットに捧げられた。ドラマーにはエリック・シンガーが選ばれ、同年4月、スウェーデン・ストックホルムにてドキュメント・フィルム『Live At Isstadion』(VHS)を収録。7月に日本公演を行い、その来日中にはプロモーションの一環としてフジテレビジョンの音楽番組『夜のヒットスタジオ』に出演した。
1988年初頭、前作の路線を引き継いだニュー・アルバムのレコーディングを開始。オジー・オズボーン、サイモン・フィリップス、コージー・パウエルらが参加した『アフター・ザ・ウォー』は、ベルファスト合意後の1989年にリリースされた。期待されたムーアとパウエルによる来日公演はリハーサル段階で頓挫し、5月、ドラマーにクリス・スレイドを迎えて日本公演が行われた。同月、ニール・カーターとのコンビを解消する。
日本における洋楽マーケットが盛んだったこの時期、ヴァージン・レコードの日本配給先（当時）であるビクター・レコード所属の浜田麻里がムーア作の「LOVE, LOVE, LOVE」を取り上げたり（ギターは松本孝弘が演奏）、東芝EMI所属の本田美奈子は楽曲「the Cross -愛の十字架-」を提供されたりしている（それぞれの原題は「Love Can Make a Fool of You」と「Crying In The Shadows」であり、後にムーア自身のバージョンも発表された)。

### ブルースへの回帰
1990年3月、ブルース・アルバム『スティル・ゴット・ザ・ブルーズ』をリリース。親交のあったジョージ・ハリスンの他、アメリカのブルース・ギターの名手アルバート・キング、アルバート・コリンズらがゲスト参加している。アルバムはムーアにとって唯一の全米トップ100入りを果たし、1995年には同国でゴールド・ディスクを記録（全世界では300万枚の売上げ）し、以後ムーアは自らの音楽の軸をブルースへと回帰させた。またジョージ・ハリスンの誘いでトラヴェリング・ウィルベリーズの『トラヴェリング・ウィルベリーズ Vol.3』にも参加している。4月からミッドナイト・ブルース・バンドを編成して英国、ヨーロッパでコンサート、5月のハマースミス・オデオンでのドキュメントは『スティル・ゴット・ザ・ブルース・ライヴ』というタイトルで映像化されている。基本メンバーはアンデイ・パイル （ベース）、グラハム・ウォーカー（ドラムス）、キーボードにはドン・エイリーやトミー・アイアー、そしてホーン・セクションに女性コーラスが参加している。
1992年、多額の制作費を注ぎ込んだアルバム『アフター・アワーズ』リリース。アルバート・コリンズ、B.B.キングがゲスト参加。同年4月、ジョージ・ハリスンのロンドン・ロイヤル・アルバート・ホール公演のサポートを担当。ジョー・ウォルシュとともにハリスンのステージにも参加。ムーアは「ホワイル・マイ・ギター・ジェントリー・ウィープス」のギター・ソロを弾いている。ミッドナイト・ブルース・バンドはアメリカ、EUなどでプロモーション・ツアー。同年6月28日にはハマースミス・オデオンでミック・ジャガーと共演し、この時ライブ録音された「Everybody Knows About My Good Thing」はジャガーのソロ・シングル「Don't Tear Me Up」に収録された。
1993年6月、ワールド・ツアーを記録したライブ・アルバム『ブルース・アライヴ』、映像作品の『ライヴ・ブルース』を発表した。
同年8月、ジャック・ブルースと共演。11月にドイツのケルンで行われたブルースの50歳の誕生日を記念するバースデイ・コンサートに参加し、ブルースのクリーム時代の同僚ジンジャー・ベイカーを交えた3人でクリームの楽曲を演奏した。1994年、3人でBBMを結成して同年5月にアルバム『アラウンド・ザ・ネクスト・ドリーム〜白昼夢』を発表し、5月から7月まで国内とヨーロッパでライブを行った。その後ベイカーがトリオを離れたため、ゲイリー・ハズバンドを迎えた。同年、そのトリオで録音した新曲「ワン・デイ - One Day」を含む初のコンピレーション・アルバム『ベスト・オブ・ゲイリー・ムーア〜バラッズ・アンド・ブルーズ〜』がリリースされた。
1995年、ピーター・グリーンに捧げたアルバム『ブルーズ・フォー・グリーニー』をリリース。グリーンの活動再開のきっかけともなるアルバム・リリース記念ライブをロンドンにて行う（この様子は、映像作品『Blues for Greeny Live』としてリリースされている）。この年、ミッドナイト・ブルース・バンドを解散する。

### モダン・ミュージックへのアプローチ
1997年、ドラムンベース・サウンドなどを、ゲイリー・ハズバンドやガイ・プラットらテクニシャンとテクノロジー音楽との融合を試みたニュー・アルバム『ダーク・デイズ・イン・パラダイス』を制作、リリース。本作から次作にかけて、自己のギターのトーン・コントロールとモダン・ミュージック（ダンス・ミュージック）の融合を計るアプローチや、デジタル録音機材の使用などに取り組み、ブルース・ギタリスト＝古典派のイメージを払拭する。この年、ヴァージンとの契約が終了。
1999年、イギリスのキャッスル・コミュニケーション傘下のRaw Powerと契約、ゲイリー・ハズバンドとの録音によるアルバム『ディファレント・ビート』リリース。ファットボーイ・スリム（ノーマン・クック）にインスパイアされたビッグ・ビートを導入。ヘンドリックスのカバー「Fire」に挑む。7月に始まったゲイリー・ハズバンドとのフェスティヴァルでの出演をひと区切りにして、セッション・ドラマーでプライマル・スクリームのメンバーでもあるダリン・ムーニーをイギリス・ツアーのメンバーに起用、またこの年のモントルー・ジャズ・フェスティヴァルには自己のバンドと、B.B.キングのバンドにゲスト参加している。

### ブルースへの再回帰

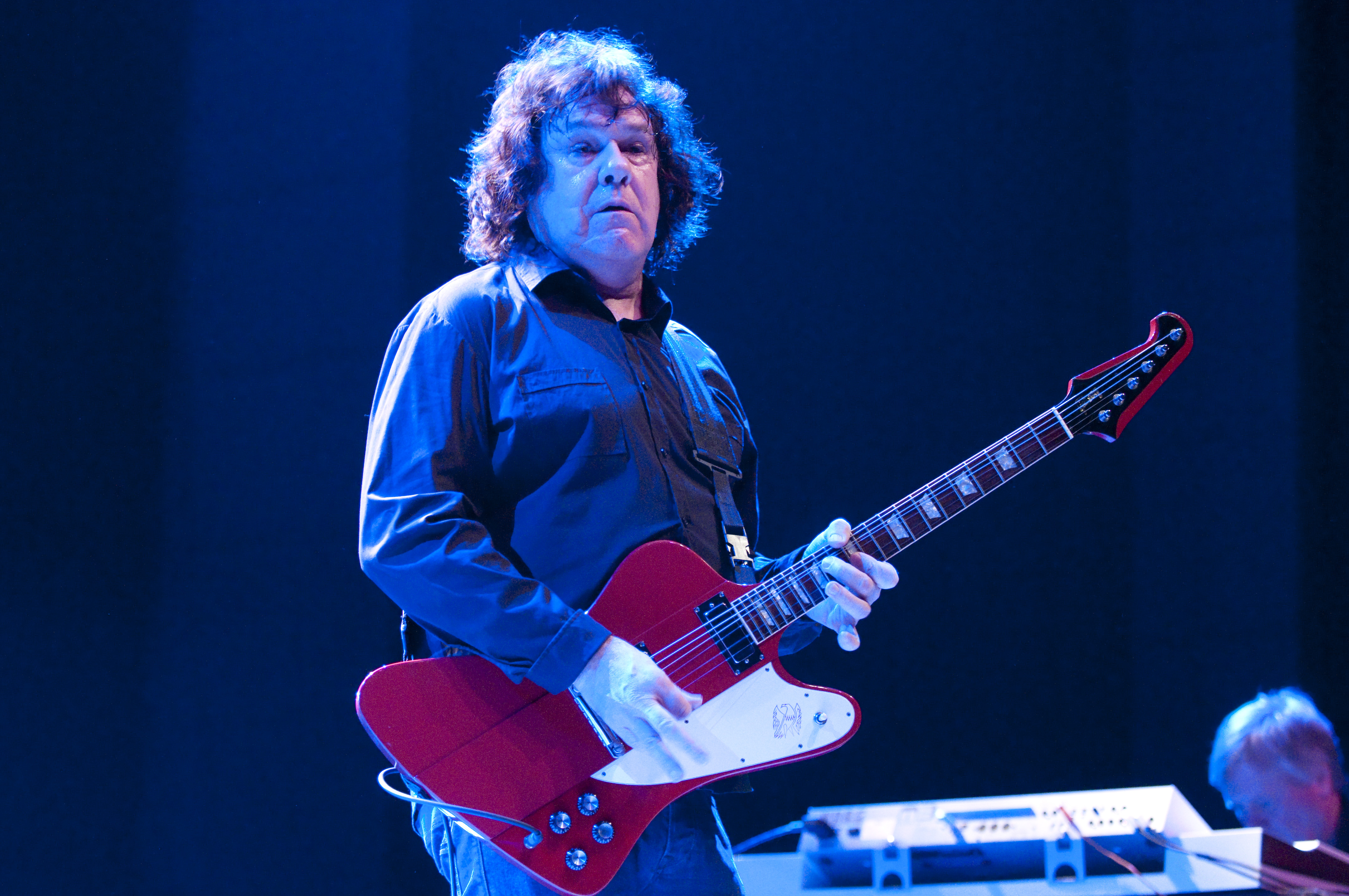
2005年5月

2001年3月、アルバム『バック・トゥ・ザ・ブルース』をリリース。4月から数ヶ月英国、欧州にてコンサートを行う。1999年からのツアーとレコーディングに参加したピート・ルイス（ベース）、ダリン・ムーニー（ドラムス）、ヴィク・マーティン（キーボード）が、亡くなるまでの彼の主なバンド・メンバーになる。
2002年9月、突如トリオ編成のロック・バンド、スカーズ を編成。メンバーはダリン・ムーニーに元スカンク・アナンシーのキャス・ルイス（ベース）。アルバム『スカーズ～ゲイリー・ムーア キャス・ルイス&ダリン・ムーニー』リリース。10月にはZZトップのサポート・アクトとしてEUでのツアーを敢行、翌2003年5月、モンスターズ・オブ・ロック・UKツアー2003に出演（メインアクトはホワイトスネイク）、レディングでの公演はレコーディングされて映像作品にもなった。ツアー後半になると、怪我を理由に出演をキャンセル。7月頃、スカーズは活動停止する。
2004年6月には再び個人名義によるアルバム『パワー・オブ・ザ・ブルーズ』リリース。旧知のボブ・デイズリーを加えたバンドと数回のギグを行ったのみで、予定されていたヨーロッパでのフェスティバル出演はほぼキャンセルされた。9月24日にはフェンダー・ストラトキャスターの生誕50年を祝う『The Strat Pack: Live in Concert』に客演してピノ・パラディーノとともにジミ・ヘンドリックスの「Red House」を演奏した。
2005年8月20日、フィル・ライノットの故郷ダブリンにライノットの銅像が立てられることを記念して行われたコンサートに元シン・リジィのメンバーと共にゲイリー・ムーア・アンド・フレンズとして出演し映像作品としてリリースされた。この年はほぼライブ活動を行っていない。
2006年4月、B.B.キングのファイナルUKツアーをサポートしたほか、リズム・アンド・ブルース、ブルー・アイド・ソウル的なアルバム『オールド・ニュー・バラッズ・ブルース』をリリースし、数年ぶりのコンサート・ツアーを行った。同年8月12日に行われたチャリティ・コンサート『Vibes from the Vines』では モ・フォスター、ゲイリー・ハズバンドらとともに出演。
2007年、オーティス・ティラーのアルバム『Definition of a Circle』に参加。2月にはラジオ番組『Blues Power, with Gary Moore』で司会を担当し、4月には北アイルランドでコンサートを2回行った。5月には25作目にあたるアルバム『クローズ・アズ・ユー・ゲット』をリリース。レコーディングにも参加した元シン・リジィのドラマーであるブライアン・ダウニーが参加してヨーロッパ・ツアーを行った。10月にはダリン・ムーニーらとともに『Tribute To Jimi Hendrix』でヘンドリックスの楽曲のみを演奏、ビリー・コックス、ミッチ・ミッチェルと共演した。この様子は2012年映像作品としてDVD、ブルーレイで発売された。
2008年7月7日、モントルー・ジャズ・フェスティバルにて、ジョン・メイオール&ザ・ブルースブレイカーズのステージにゲスト出演した。この模様はBSジャパンで放映された。
2008年9月、生涯最後のスタジオ・アルバム『バッド・フォー・ユー・ベイビー』をリリース。
2010年4月、21年振りの日本公演が東京、名古屋、大阪で行われた。夏のヨーロッパでのフェスティヴァル・ツアーはニール・カーター、ピート・ルイス、ダリン・ムーニーらによって1980年代の楽曲が演奏され、ロシア東北部のウラジオストクまでのツアーが組み込まれた。ロシア公演中に「どうして、イスラエル公演がおこなわれないのですか？」という質問に対して、「イスラエルによるパレスチナへの弾圧があるから」と応えて断った。
この年メディアから受けたインタビューでハードロック路線へ回帰する旨の発言もしていた。
2011年2月6日、休暇先のスペイン(アンダルシア州マラガ県の都市エステポナ)にて心臓発作で急逝。2月23日、15年間暮らしていたブライトンで葬式が行われ、亡骸はミュージシャンである息子のジャック・ムーアが「ダニー・ボーイ」を演奏して葬送された。
没後10周年の2021年には、未発表音源集『ハウ・ブルー・キャン・ユー・ゲット』（タイトル曲はB.B.キングのカヴァー）が発売された。

## 演奏スタイル
演奏スタイルはブルースを基本とし、コロシアムII時代に培われたジャズ、フュージョンのほかクラシカルなフィーリングも加わり、驚異の速さ、正確さを兼ね備えている。影響を受けたギタリスト達のスタイルをそのまま再現できる腕前から“巧すぎるギタリスト”、またマシンガンのようなピッキングによる速弾きから“ギタークレイジー”と形容されていたが、彼の魅力が最も発揮されるのはバラードにおける泣きのギターであろう。ギターを泣かせることにおいては最高峰のひとりに挙げられ、時代や流行に左右されない頑固一徹ぶりもあり、音楽ジャーナリストの伊藤政則からは“人間国宝”と形容されている。1990年代にブルースに移行してからは、ハード・ロック時代に聴かせた速弾きを比較的抑えるようになったが、時折手癖のように出てしまうマシンガン・ピッキングも持ち味だった。
影響を受けたギタリストはジェフ・ベック、ピーター・グリーン、エリック・クラプトン、ジミ・ヘンドリックスなど。ブルース時期以降からはオーティス・ラッシュの楽曲へのアプローチが顕著に見受けられる。

## 使用機材

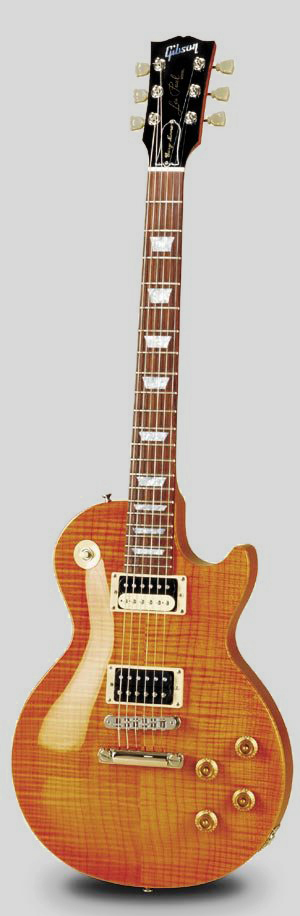
『ギブソン・レスポール』ゲイリー・ムーア モデル

- フェンダー・ストラトキャスター（1960 - 1961年製・シリアルNo50,000番台）

『We want Moore!』の頃にメインで使用されていた、サーモンピンク(元はフィエスタ・レッド･フィニッシュで、経年変化により変色したとされる)のストラトキャスター。グレッグ・レイクのバンドにいた時にレイクのために購入したが、傷がついていることを嫌ったレイクが購入を断ったためムーアのものになった。実は、ムーア本人はこのギターを買った時点から気に入っており、レイクが買わなかったことで内心ほっとしたとの噂。一度盗難に遭ったが、程無く彼の手に戻っている。彼曰く「シカゴの空港で、しかも駐機していた飛行機の中で見つかったんだ。多分俺がFBIやCIAに捜査を依頼したんで、犯人がビビって置いて行ったんだろうね」との事。
- ギブソン・レスポール・スタンダード（1959年製・シリアルNo9-2***）

ピーター・グリーンから譲り受けたもの。「パリの散歩道」での演奏が有名。ピーター・グリーンのトリビュート・アルバムである「ブルース・フォー・グリーニー」はこのレスポールで録音されている。また、1990年代にネックを破損した（リペア済み）とされる。フロント・ピックアップの向きが上下反転しているのが特徴で、入手時に既にマグネットが逆さまに装着されていた。従ってセンター・ポジションではフェイズアウトの出力となる。リア・ピックアップのエスカッション周辺に塗装の剥落あり。2006年3月、様々な事情が絡んでMaverick Musicに売却された模様。その後は紆余曲折の末、2018年現在はMETALLICAのギタリスト、カーク・ハメットが所有している。このギターを再現したレスポールがギブソン・カスタムショップから発売されたこともある。
- ギブソン・レスポール（1959年製）

上記のレスポールのスペアとして1989年に手に入れたもの。ピックガードは外されている。ピックアップはオリジナルのPAF。上記のレスポールとはシリアルが19番しか違わず、運命的なものを感じたとか。『スティル・ゴット・ザ・ブルーズ』の録音でメインに使用され、本人は“スティル・ゴット・ザ・ブルーズ・レスポール”と呼び、かなり気に入っているとのこと。1990年代以降メインで使われている。
- ヘリテイジギターズ150

「アフター・ザ・ウォー・ツアー」でメインギターとして使用。フロントにPJマークス、リアにはEMG85が搭載されていたという説と、EMG81が搭載されていたという説がある。トップは虎杢。テイルピースはストップ・テイルピースとは微妙に形状が異なっている。
- ギブソン・シグネイチャー・モデル・レスポール

ギブソン社が、レス・ポール本人以外に最初にシグネイチャー・モデルのレスポールを製作したのが、ゲイリー・ムーアである。
- ジャクソン・ソロイスト

1989年の「アフター・ザ・ウォー・ツアー」の時期に使用。ディンキー・ストラト・ボディで色は白。ピックガードはない。黒いフロイド・ローズ・ユニットが搭載されていた。ボディはポプラ、ネックはメイプル、指板はエボニーでスルーネック構造。ピックアップのレイアウトはSSHとHの2種類。リア位置に搭載されていたのはEMGの85。フロントとミドルは、ジャクソン・ブランドのシングルコイル。「The Loner」のプロモーション・ビデオにも登場している。
- ヘリテイジギターズH-140CM

同じく「アフター・ザ・ウォー・ツアー」で予備機として使用。トップは虎杢のレッド・サンバースト。テイルピースはファインチューナー付き。
- シャーベル・ストラトキャスター型

「アフター・ザ・ウォー・ツアー」のもう1本のメインギター。ボディとピックガードは白。ネックはジャクソン製のものに換装。ヘッドストックはストラトキャスター型でバータイプのストリングガイドとロトマチック・タイプの糸巻きを装着。22フレットのメイプルネックにローズウッド指板。クロームメッキのフロイド・ローズ・トレモロユニット、1ヴォリューム、アウトプットはボディサイド。ピックアップはEMG58。これと同じ仕様で赤いボディの個体も用意されていた。
G-Force時代、豹の毛皮がボディに施されたシャーベル・カスタム・メイド・ストラト・タイプを使用していた事がある。
- タカミネEF345

タカミネの輸出用モデル。
- フェンダー・テレキャスター

1963年製のバタースコッチ色のボディに新作のネックを装着。新作ネックはメイプル材＋ローズウッド指板の21フレット。ピックガードは黒の1プライ。ピックアップやブリッジはオリジナルのまま。主にスライドギター用。
- タカミネPTS-015

シングル・カッタウェイのエレアコ。スプルース・トップ、アジアン・ローズウッドのサイド&バック。ネックはマホガニーで指板はエボニー。
上記の他にヘイマー、ポール・リード・スミス、アイバニーズなどのギターを使用していた時期もあった。晩年は、ギブソン・エクスプローラーや自身のシグネイチャーモデルを使用することが多かった。

### エフェクター
エフェクターは年代ごとに変えているが、ローランドのテープ・エコーRE-201やアイバニーズのチューブ・スクリーマーTS10（オーバードライブ）は長年に渡り愛用している。その他、ボスのDS-1、マーシャルのガヴァナー、ヴォックスやジム・ダンロップのワウ・ペダルなども有名である。
参考までに1989年の「アフター・ザ・ウォー・ツアー」時のエフェクツを以下に示す。
ラックマウント
ヤマハSPX50D、アレシスQuadraverb、ローランドSDE3000（2台）、アレシスMidi-Verb2、ローランド・ディメンションD、ローランド・SDD-320、ローランド・SRE555
ストンプ・ボックス
ボスRV-2、ボスDM-3、アイバニーズSC-10、アイバニーズTS-10、マクソンST-9、ボスFV-200、ボスFV-100

### アンプ
アンプは、基本的にマーシャルを使用。ツアーでは出先でレンタルすることもある。

## エピソード
- 上述したように、彼が所有するピンクのフェンダー・ストラトキャスターは一度盗まれたことがある。本人はかなり心配していたようだが、ある日突然ヒューストンの空港で、しかも駐機していた飛行機の中から発見された。本人曰く「俺がCIAや国際警察にこのギターの捜査を依頼したから、犯人がビビッて置いて行ったんじゃないかな」とのこと。
- ピンクのストラトキャスターが盗難された際、白いストラトキャスターを代用品として購入し使用したが、現在その個体はEUROPEのジョン・ノーラムが所有しており、ヘッド裏にゲイリーにサインを書いてもらった。このギターはノーラムによってその後もライヴやレコーディングで度々使用され、現役の1本として使用されている。

## 来日公演
- Corridors of Power Tour（1983年）
  - 1月22日・2月1日 東京 渋谷公会堂
  - 1月24日・25日・31日 東京 新宿厚生年金会館
  - 1月26日 大阪 大阪フェスティバルホール
  - 1月27日 京都 京都会館第一ホール
  - 1月28日 福岡 福岡サンパレスホール
  - 1月30日 名古屋 名古屋市公会堂
- Victims of the Future Tour（1984年）
  - 2月24日 福岡 福岡サンパレスホール
  - 2月25日 大阪 大阪フェスティバルホール
  - 2月28日 名古屋 名古屋市公会堂
  - 2月29日 東京 日本武道館
- Run for Cover Tour（1985年）
  - 10月08日 名古屋 名古屋市公会堂
  - 10月09日 大阪 大阪フェスティバルホール
  - 10月11日 京都 京都会館第一ホール
  - 10月14日 東京 日本武道館
  - 10月15日 秋田 秋田県民会館
  - 10月17日 札幌 札幌厚生年金会館
- Wild Frontier Tour（1987年）
  - 7月13日・14日 東京 中野サンプラザ
  - 7月16日 大阪 大阪フェスティバルホール
  - 7月17日 東京 NHKホール
- After the War Tour（1989年）
  - 5月06日 川崎 川崎市産業文化会館
  - 5月08日 東京 中野サンプラザ
  - 5月09日 大阪 大阪厚生年金会館
  - 5月10日 名古屋 名古屋市公会堂
  - 5月12日 東京 中野サンプラザ
  - 5月13日 東京 渋谷公会堂
- Bad for You Baby World Tour（1989年）
  - 4月22日 東京 SHIBUYA-AX
  - 4月23日 名古屋 Zepp名古屋
  - 4月26日 大阪 グランキューブ大阪
  - 4月27日 東京 東京ドームシティJCBホール
  - 4月28日 東京 東京国際フォーラム

## ディスコグラフィ

### ソロ・プロジェクト

#### スタジオ・アルバム
- 『グラインディング・ストーン』 - Grinding Stone（1973年） ※ゲイリー・ムーア・バンド名義
- 『バック・オン・ザ・ストリーツ』 - Back on the Streets（1978年）
- 『G-FORCE』 - G-Force（1980年） ※G-Force名義
- 『コリドーズ・オブ・パワー』 - Corridors of Power（1982年） ※旧邦題『大いなる野望』
- 『ダーティ・フィンガーズ』 - Dirty Fingers（1983年）
- 『ヴィクティムズ・オブ・ザ・フューチャー』 - Victims of the Future（1984年）
- 『ラン・フォー・カヴァー』 - Run for Cover（1985年）
- 『ワイルド・フロンティア』 - Wild Frontier（1987年）
- 『アフター・ザ・ウォー』 - After the War（1989年）
- 『スティル・ゴット・ザ・ブルーズ』 - Still Got the Blues（1990年）
- 『アフター・アワーズ』 - After Hours（1992年）
- 『ブルーズ・フォー・グリーニー』 - Blues for Greeny（1995年）
- 『ダーク・デイズ・イン・パラダイス』 - Dark Days in Paradise（1997年）
- 『ディファレント・ビート』 - A Different Beat（1999年）
- 『バック・トゥ・ザ・ブルース』 - Back to the Blues（2001年）
- 『スカーズ～ゲイリー・ムーア キャス・ルイス&ダリン・ムーニー』 - Scars（2002年） ※スカーズ名義
- 『パワー・オブ・ザ・ブルーズ』 - Power of the Blues（2004年）
- 『オールド・ニュー・バラッズ・ブルース』 - Old New Ballads Blues（2006年）
- 『クローズ・アズ・ユー・ゲット』 - Close as You Get（2007年）
- 『バッド・フォー・ユー・ベイビー』 - Bad for You Baby（2008年）
- 『ハウ・ブルー・キャン・ユー・ゲット』 - How Blue Can You Get（2021年） ※未発表音源集

#### ライブ・アルバム
- 『ロッキン・エヴリ・ナイト (ライヴ・イン・ジャパン)』 - Rockin' Every Night - Live in Japan（1983年）
- 『ライヴ・アット・ザ・マーキー』 - Live at the Marquee（1983年）
- 『ウィ・ウォント・ムーア! (ライヴ)』 - We Want Moore!（1984年）
- 『ブルース・アライヴ』 - Blues Alive（1993年）
- 『ライヴ・アット・モンスターズ・オブ・ロック』 - Live at Monsters of Rock（2003年）
- 『ジ・エッセンシャル・モントルー』 - Essential Montreux（2009年）
- 『ライヴ・アット・モントルー2010』 - Live at Montreux 2010（2011年）
- 『ブルース・フォー・ジミ〜ジミ・ヘンドリックスに捧ぐ〜』 - Blues for Jimi（2012年）
- 『ライヴ・アット・ブッシュ・ホール2007』 - Live at Bush Hall 2007（2014年）

#### コンピレーション・アルバム
- More Crazy（1981年）
- Guitar Crazy（1982年）
- 『スパニッシュ・ギター〜ベスト』 - Spanish Guitar - Best（1992年）
- 『ベスト・オブ・ゲイリー・ムーア〜バラッズ・アンド・ブルーズ〜』 - Ballads & Blues 1982-1994（1994年）
- 『アウト・イン・ザ・フィールズ-ザ・ヴェリー・ベスト・オブ・ゲイリー・ムーア』 - Out in the Fields - The Very Best of（1998年）
- Collection（1998年）
- Best（1998年）
- The Greatest（1998年）
- Blood Of Emeralds - The Very Best of Part 2（1999年）
- The Best of the Blues（2002年）
- The Essential Gary Moore（2003年）
- Parisienne Walkway - The Blues Collection（2003年）
- Blues Collection／Rock Collection（2003年）
- The Platinum Collection（2006年／3 CD）
- 『メモリアル・コレクション』 - Memorial Collection（2011年）

### スキッド・ロウ
- 『スキッド』 - Skid（1970年）
- 『34時間』 - 34 Hours（1971年）
- Dublin Gas Comy. Cooker & Meter Factory（1983年／1969年録音）
- Gary Moore Brush Shiels Noel Bridgeman（1990年／1971年録音）
- Live and on Song (1969 & 1971 Live)（2006年／1969年・1971年録音）

### シン・リジィ
- 『ナイト・ライフ』 - Night Life（1974年／1曲のみ参加）
- 『ブラック・ローズ』 - Black Rose: A Rock Legend（1979年）

### コロシアムII
- 『ストレンジ・ニュー・フレッシュ』 - Strange New Flesh（1976年）
- 『エレクトリック・サヴェイジ』 - Electric Savage（1977年）
- 『ウォーダンス』 - War Dance（1977年）

### グレッグ・レイク
- 『グレッグ・レイク&ゲイリー・ムーア』 - Greg Lake (1981年)
- 『グレッグ・レイク&ゲイリー・ムーアII マヌーヴァーズ』 - Manoeuvres (1983年)
- 『イン・コンサート』 - King Biscuit Flower Hour Presents Greg Lake in Concert (1995年) ※1981年のライブ・アルバム。旧邦題『キング・ビスケット・ライヴ』。

### BBM
- 『アラウンド・ザ・ネクスト・ドリーム〜白昼夢』 - Around the Next Dream（1994年）

### 映像作品
- The Boys Are Back in Town（1984年／シン・リジィ）
- 『エメラルド・アイルス』 - Emerald Aisles - Live in Ireland（1985年）
- Wild Frontier Tour - Live at Isstadion Stockholm（1987年）
- 『スティル・ゴット・ザ・ブルース・ライヴ』 - An Evening of the Blues（1990年）
- The Very Best of Thin Lizzy - Dedication（1991年／シン・リジィ）
- 『ライヴ・ブルース』 - Live Blues（1993年）
- 『バラッズ&ブルース』 - Ballads & Blues 1982-1994（1994年） ※PV集
- Blues for Greeny Live（1996年）
- Live at Monsters of Rock（2004年）
- Live at Montreux 1990（2005年）
- One Night in Dublin - A Tribute to Phil Lynott（2006年）
- The Definitive Montreux Collection（2007年）
- Live At Montreux 2010（2011年）
- Blues for Jimi（2012年）

## 他のアーティストによるカバー
- 郷ひろみ - "Parisenne Walkways" ※「愛しい他人－パリの散歩道－」としてシングル『シャトレ・アモーナ・ホテル』収録
- 西城秀樹 - "EMPTY ROOMS" ※「1984.11.11 西城秀樹リサイタル 芝・郵便貯金ホール」ライブでカバー
- 坂上忍 - "Love Can Make A Fool Of You" ※「愛を見失う前に」としてアルバム『CHECK IN』収録
- 浜田麻里 - "Love Can Make A Fool Of You" ※「Love Love Love」としてアルバム『RAINBOW DREAM』収録
- ナイトウィッシュ - "Over The Hill and Far Away" ※EP『オーヴァー・ザ・ヒルズ・アンド・ファー・アウェイ』収録
- 柴田直人 - "Over The Hill and Far Away"
- ダーク・アット・ドーン (Dark at Dawn) - "Out in The Fields"
- ソナタ・アークティカ - "Out in The Fields"
- ライオット - "Out in The Fields"
- マイケル・シェンカー・グループ - "Out in The Fields"
- エリック・クラプトン - "Still Got The Blues"